# Bogdan Borowski
Bogdan Borowski (ur. 4 stycznia 1972 w Bielsku Podlaskim) – polski muzyk disco polo, młodszy brat Andrzeja Borowskiego, z którym w 1993 roku założył zespół Milano.

## Kariera muzyczna
Wiosną 1993 roku wraz ze swoim bratem Andrzejem i Tomaszem Sidorukiem założył zespół Milano, który w błyskawicznym tempie zdobył popularność dzięki debiutanckiej kasecie pt. Jasnowłosa, na której znalazły się hity takie jak tytułowy „Jasnowłosa” oraz „Bara bara”. W 2000 roku zespół zawiesił swoją działalność. Jego medialny  powrót nastąpił w 2015 roku, gdy rozpoczął karierę solową pod własnym imieniem i nazwiskiem, tworząc utwory takie jak „Idealna”, „Dzień z tobą”  „Moja na zawsze”,"Jesteś serca melodią, "Zaczarowałaś świat","Dziś wiem",Czy pamiętasz miła"
W 2021 wraz z Defisem i Miłym Panem nagrał singel „Jeszcze raz”, który uzyskał certyfikat diamentowej płyty.